# Steven Ehrlich
Steven D. Ehrlich (* 1946 in New York City) ist ein US-amerikanischer Architekt, seit 2015 als Ehrlich Yanai Rhee Chaney Architects (formerly Ehrlich Architects).

## Leben
Steven Ehrlich studierte bis 1969 am Rensselaer Polytechnic Institute in Troy. Danach schloss er sich dem Friedenscorps an und lebte bis 1977 in Nord- und Westafrika. In dieser Zeit erkundete er indigene Architekturen. Er lehrte an der Ahmadu-Bello-Universität in Zaria in Nigeria. 1979 gründete er seine Firma S.E. Architects in Culver City, die 1997 dreimal mit dem National Honor Award for Design des AIA ausgezeichnet wurde.

## Bauten
Steven Ehrlich entwirft Wohnhäuser sowie kommerzielle und öffentliche Gebäude. Neben seinem Aufenthalt in Afrika hat auch das Studium japanischer Architektur prägend auf seine Projekte gewirkt.
Aus dem Jahr 1990 stammt Hempstead Residence, ein Einfamilienhaus in Venice. Ferner baute er 1986 das Friedman-Haus, 1989 bis 1991 das Ehrman-Coombs-Haus in Santa Monica, 1989 bis 1992 das Shulman-Haus in Brentwood. All diese Wohnhäuser befinden sich in Los Angeles. Ferner baute er 1998 das Haus Lewin, 512 Ocean Front Walk, in Santa Monica um. Dieses Haus war 1938 von Richard Neutra geplant worden. Es handelt sich dabei um ein Einfamilienhaus im Internationalen Stil.
Zu Ehrlichs bekannteren Werken gehören das Shatto Recreation Center in Los Angeles von 1991, der Sony Music Entertainment Campus von 1992/93, 2100 Colorado Avenue, in Santa Monica, Sonys Child Care Center in Culver City sowie die Umgestaltung einer einstigen Autowerkstatt aus den 1930er Jahren, ebenfalls in Culver City, in das Game Show Network von Sony im Jahr 1995. Es folgten 1998 die Robertson Branch Library in Los Angeles und 2000 das Orange Coast College Art Center in Costa Mesa. Wichtig sind auch die Bibliotheca Latinoamericana und das Washington Youth Center in San José von 1990.

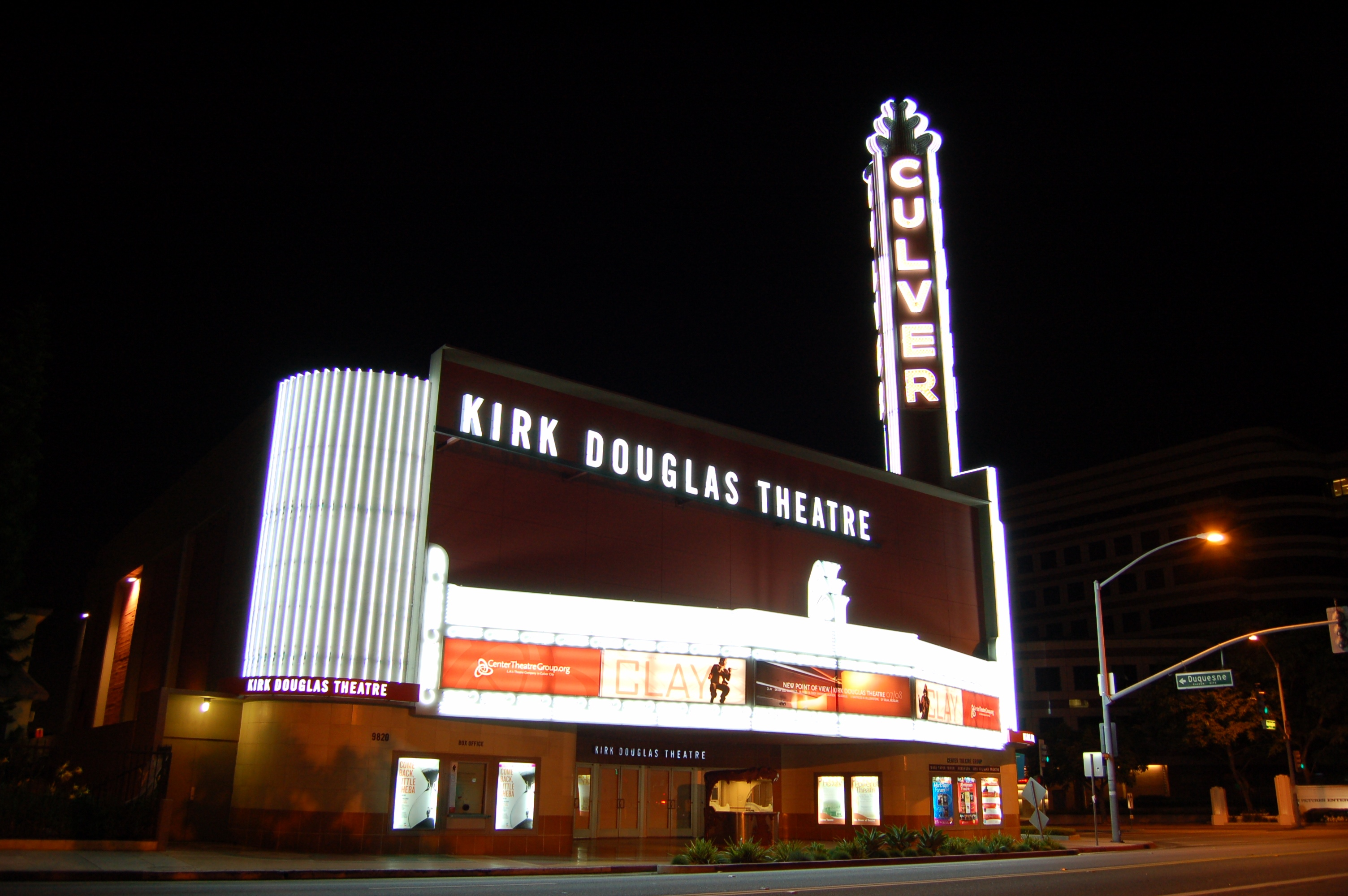
Das Kirk Douglas Theatre

Aus jüngerer Zeit stammen etwa das Kirk Douglas Theatre in Culver City, das Kendall Square Biotech Lab in Cambridge (Massachusetts) und die Dreamworks SKG Animation Studios am Los Angeles River.
Eine Fußgängerbrücke beim Rio Hondo College wurde ebenfalls von Ehrlich geplant.
Außerhalb Amerikas sind ebenfalls Bauten von Ehrlich zu finden. So plante er etwa das neue „Stadttor“ von Abuja in Nigeria und die New Moon Residence in den Vereinigten Arabischen Emiraten.

## Auszeichnungen
Neben zahlreichen nationalen erhielt Steven Ehrlich auch internationale Auszeichnungen, so etwa 2009 den Green Good Design Award für die 700 Palms Residence in Venice.